# Un nuovo amico per Whitney
Un nuovo amico per Whitney (The Greening of Whitney Brown) è un film del 2011 diretto da Peter Skillman Odiorne.
Pellicola statunitense di avventura, con protagonisti Sammi Hanratty, Brooke Shields, Aidan Quinn e Kris Kristofferson.

## Trama
Whitney Brown è una ragazza viziata e superficiale di Filadelfia che candida sé stessa e la sua migliore amica, Lindsay, come rappresentante di classe. Entrambe vincono l'elezione, poiché promettono di organizzare il miglior school formal (cerimonia scolastica) e  nel frattempo Whitney sviluppa un interesse verso un altro studente, Ben. Sua madre Joan le consegna una carta di credito per comprarsi un vestito per l'evento, e allora Whitney fa shopping sfrenato, ma la carta di sua madre non è valida. Più tardi, Whitney scopre in televisione che l'ufficio dove suo padre Henry lavora è in bancarotta. Ciò significa che suo padre adesso è disoccupato e la sua famiglia non potrà permettersi più la vita di prima. La banca si riappropria di tutti i possedimenti della famiglia ed il mondo di Whitney si capovolge.
La sua famiglia dunque si trasferisce nella fattoria dei nonni. Lontana dal suo mondo di amiche superficiali, feste senza fine e stress scolastici, la ragazza trova un nuovo migliore amico: Bob, un amichevole cavallo Gypsy Vanner appartenente al suo nuovo vicino Dusty, scontroso e solitario proprietario di un ranch, che risulta essere il nonno mai conosciuto, il quale non ha più avuto contatti con suo figlio dalla morte della moglie.
Nel frattempo, alla sua nuova scuola Whitney fa fatica a farsi accettare dai suoi compagni, i quali la ritengono una ragazza snob e poco adatta alla vita di campagna, e sente sempre di più la mancanza della sua vecchia vita e delle sue vecchie amicizie. Così la ragazzina decide di reinventarsi e diventare "la nuova Whitney", aiutando di più i propri genitori alla fattoria e diventando sempre più brava nelle materie scolastiche, e attirando così l'attenzione di due sue compagne di classe che la invitano a una festa a casa di una di loro, dicendole che sarà una cosa informale. Whitney accetta felice e, vestita con un abbigliamento da rodeo, si reca alla festa in sella a Bob, accorgendosi una volta arrivata che il posto è una villa di campagna e che tutti gli invitati sfoggiano abiti piuttosto eleganti. Perfino le stesse ragazze che l'hanno invitata non l'accolgono bene, accusandola di starle prendendo in giro perché vestita in modo spartano. Whitney se ne va irritata, ma mentre cavalca via persa nei suoi pensieri, sbatte la testa contro un ramo e perde i sensi, cadendo da cavallo. Bob allora corre dal suo padrone, il nonno di Whitney che, guidato dal cavallo, ritrova la nipote e la riporta a casa. Dopo questo episodio Dusty e il figlio si riavvicineranno e Whitney imparerà a cavalcare e capire sempre di più Bob, instaurando col cavallo un legame fortissimo. 
Finalmente, un giorno il signor Brown riceve una proposta di lavoro da Boston e mentre lui si trova laggiù, Whitney e sua madre inizieranno a mettere da parte dei soldi grazie alle confetture preparate dalla signora Brown. Le vendite vanno a gonfie vele, così la madre di Whitney promette alla figlia di usare i soldi per permetterle di farla tornare a Filadelfia per il ballo. La ragazzina è entusiasta, ma presto scopre che suo padre ha intenzione di trasferirsi a Boston con la famiglia perché lì gli è stato offerto un nuovo lavoro. Scossa dalla notizia e dal pensiero di non poter partecipare al ballo alla sua vecchia scuola, Whitney cerca di far cambiare idea ai suoi genitori e intanto ascolta i messaggi persi da parte dei suoi amici di Filadelfia, tra cui Ben, il quale le dice che dal momento che lei non lo ha chiamato in quei mesi né gli ha scritto, lui ha deciso di accettare l'invito di Lindsay al ballo. Udendo ciò, Whitney escogita un piano: rimanere con suo nonno alla fattoria per poi cavalcare fino a Filadelfia per partecipare al tanto atteso ballo. Quando Dusty si addormenta, la ragazzina sella Bob e passa da scuola per recuperare l'abito che aveva cucito nelle settimane precedenti, per poi dirigersi verso Filadelfia di gran carriera. Giunta la mattina, Dusty si sveglia e trovando il biglietto lasciato da Whitney in cucina, corre ad avvisare il figlio e la nuora dell'accaduto. Intanto Whitney si ferma a una stazione di servizio per comprare da mangiare per sé e per Bob, ma incappa nelle ire del proprietario quando il cavallo la segue nel negozio causando un disastro; la ragazzina allora fugge con Bob, con l'uomo che li insegue per un tratto su un'auto presa a un cliente, prima di arrendersi. Whitney e Bob proseguono il viaggio, ma all'improvviso il cavallo viene spaventato da un procione e fugge inseguito da Whitney, per poi cadere rovinosamente in un avvallamento del terreno. La ragazzina accorre disperata e lo supplica di alzarsi, ma Bob non ci riesce e rimane steso a terra, vegliato dalla giovane amica. I due passano la notte a dormire nel bosco, ma il mattino seguente Bob finalmente sembra essersi ripreso e si alza, permettendo a Whitney di rimontare e facendola salire su un treno in corsa diretto in città. La ragazza arriva finalmente a Filadelfia, dove si reca a casa di Alicia, un'amica dei suoi genitori, e lì trova con sorpresa il nonno, il quale vuole riportarla a casa, arrabbiato per la sua fuga. Ma la ragazzina non accetta e lo prega di lasciarla andare al ballo, facendogli capire quanto sia importante per lei. Al che Dusty acconsente, facendole però promettere che tornerà a casa a mezzanotte al massimo. Whitney allora si prepara per la festa con l'aiuto di Alicia e fa il suo ingresso al ballo indossando il bellissimo abito che ha cucito lei stessa; una volta lì si scusa con gli altri due candidati che aveva trattato con sufficienza alle elezioni e si ricongiunge con le sue vecchie amiche, le quali la accolgono festanti, eccetto Lindsay; ella infatti rivela la sua vera natura dicendo a Whitney che il suo ruolo di rappresentante è ormai nullo e che visto che in quei mesi non ha scritto ai vecchi amici non merita di essere riaccolta nel gruppo. Lo stesso Ben dice a Whitney che Lindsay gli aveva detto che lei era arrabbiata con lui e per questo motivo non gli ha mai scritto, ma Whitney si difende e rivela a tutti i presenti che in realtà lei ha scritto a tutti loro in quei mesi di assenza, che non ha mai smesso di pensare a Ben e che ha percorso kilometri di strada per arrivare al ballo in tempo. Lindsay allora la deride chiedendole come avrebbe fatto a raggiungere Filadelfia e quando Whitney risponde con onestà, la sua ex migliore amica le ride in faccia assieme ad altre persone presenti. In quel momento però fa il suo inaspettato ingresso Bob, tra lo sconcerto degli invitati, il quale spaventa Lindsay che cade su un tavolo imbandito, imbrattandosi l'abito tra le risate della gente. 
Tutto si risolve, con Whitney e Ben che si chiariscono e ammettono i reciproci sentimenti, ma mentre stanno per baciarsi Bob si intromette tra loro e Whitney si rende conto che il suo coprifuoco sta per scadere; allora monta in sella e, salutato Ben, torna dal nonno e Alicia, e i quattro tornano alla fattoria. La mattina dopo, i genitori di Whitney tornano da Boston e annunciano che resteranno a vivere nella fattoria di famiglia con somma gioia di Whitney e del vecchio Dusty, pronti a ricominciare una nuova vita famigliare più unita e serena.